# Caroline Mikkelsen

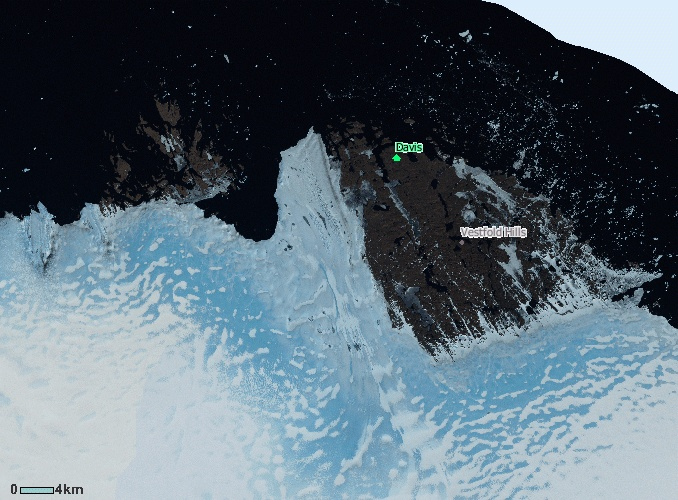
Landstigningsområdet Vestfoldbergen med Davis Station utmärkt.

Caroline Mikkelsen (ibland även Karoline, omgift Mandel), född 20 november 1906 i Danmark, död 15 september 1998 i Norge, blev 1935 den första kvinnan som landsteg i Antarktis.

## Biografi
Endast lite finns dokumenterat om Mikkelsen. Hon föddes 1906 i Danmark och gifte sig senare med norske sjökapten Klarius Mikkelsen och flyttade till Norge. Klarius erhöll befälet över valfångstfartyget "M/S Thorshavn" och 1934 följde hon med som passagerare på en resa till Antarktis. 
Den 20 februari 1935 nådde fartyget ett område i Princess Elizabeth land i Östantarktis som döptes till "Ingrid Christensen Kyst" (efter redaren Lars Christensens hustru Ingrid Christensen). Man beslutade att landstiga och landstigningsgruppen bestod av sju besättningsmän, kapten Klarius och Caroline. Landstigningsområdet döptes till Vestfold Fjellene (Vestfoldbergen efter rederiets hemfylke). Området är en antarktisk oas, och gruppen byggde ett minnesröse och reste därefter den norska flaggan.
Klarius Mikkelsen dog 1941, senare gifte hon om sig med Johan Mandel från Tønsberg, genom namnbytet blev hon ospårbar under lång tid. Först 1995 då en australiensisk forskargrupp sökte efter henne lyckades man spåra Caroline i Tønsberg under sitt nya namn. Då gav hon en intervju för Aftenposten.
Caroline Mikkelsen Mandel dog 1998 i Tønsberg i Vestfold fylke.

## Eftermäle
Kapten Klarius döpte sedan områdets högsta kulle (235 m)  till "Mount Caroline Mikkelsen". Området hade redan 1933 annekterats av Storbritannien och ligger inom Australiens Landanspråk på Antarktis men var vid landstigningen outforskad varför de norska namnen senare bibehölls.
Landstigningsplatsen återfanns i november 1995 av en grupp (däribland arkeologen Martin Davies) australienska forskare från Davis Station under ledning av Diana Patterson. Det visade sig då att platsen låg på en ö i Trynne gruppen utanför kusten i den norra delen av Vestfoldbergen cirka 30 km nordöst om forskningsstationen. 1996 utnämndes platsen till historiskt betydande område (Antarctic Treaty historic site No. 72).
Den första kvinnan att landstiga på Antarktis fastland blev Ingrid Christensen som den 30 januari 1937 landsteg vid Scullin Monolith i Mac. Robertson Land i östra Antarktis.